# Massaua
Massaua (ምጽዋዕ in tigrino o مصوع in arabo, in passato nota anche come Mits'iwa e Batsi) è una città dell'Eritrea, capoluogo del distretto omonimo, nella regione del Mar Rosso Settentrionale. È il principale porto dell'Eritrea ed è generalmente considerata come la seconda città per importanza del paese dopo la capitale Asmara. Fu capitale dell'Eritrea italiana dal 1890 al 1897.
Sorge su due isole, Massaua e Taulud, collegate alla terraferma da due dighe. A poche miglia di distanza dal porto di Massaua si trovano le isole Dahlac, caratterizzate da un ambiente naturale incontaminato; sono sufficientemente vicine da poter essere facilmente raggiunte anche con i sambuchi (le imbarcazioni dei pescatori locali). Conta 39.758 abitanti secondo il censimento del 2007.

## Storia
Nel VII secolo sull'isola di Massaua venne costruita la moschea dei Compagni, così denominata perché realizzata dai primi seguaci del profeta Maometto, giunti per sfuggire alle persecuzioni dei musulmani nella città de La Mecca. Fino al XVI secolo fece parte del Sultanato di Dahlak. Nel 1520 venne occupata dai portoghesi, che la abbandonarono sei anni più tardi. Tornata al suo antico splendore, nel 1557 vi fecero il loro ingresso le truppe ottomane. I turchi infatti la conquistarono con l'ambizioso intento d'impossessarsi di tutta l'Abissinia. Tuttavia l'impresa non riuscì e presto l'amministrazione di Massaua venne affidata ai Naib, appartenenti alla popolazione dei Belloi. Fino al 1872, anno in cui l'Impero turco cedette il controllo della costa eritrea all'Egitto, che la fece prontamente occupare, la città era a capo di un piccolo principato autonomo. 
Con l'occupazione egiziana, governatore divenne l'avventuriero svizzero Werner Munzinger, a cui si deve la costruzione del palazzo del governatore (che divenne più tardi il palazzo imperiale di Hailé Selassié) e delle due dighe che uniscono le due isole principali alla terraferma (la prima, della lunghezza di circa 420 metri, da Massaua propriamente detta a Taulud; la seconda, di circa 1.030 metri, da Taulud alla costa).
Massaua divenne possedimento coloniale italiano alla fine del XIX secolo. L'occupazione (5 febbraio 1885) coinvolse un corpo di spedizione di 1500 bersaglieri comandato dal colonnello Tancredi Saletta.
L'occupazione italiana di Massaua aveva il beneplacito della Gran Bretagna, che anzi era addirittura arrivata a sollecitare l'operazione. I britannici, infatti, intendevano ostacolare l'espansione francese in Africa e al tempo stesso reprimere l'insurrezione degli indipendentisti sudanesi di Muhammad Ahmad (noto come il "Mahdi").

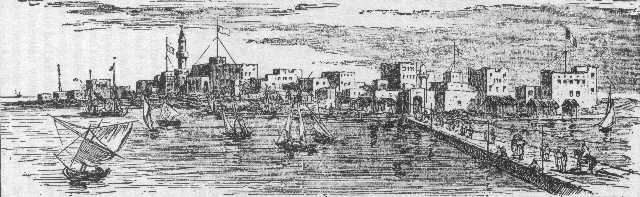
Stampa che rappresenta Massaua nel XIX secolo.

A opporsi all'occupazione furono invece l'Egitto e la Turchia, che risultarono però troppo isolati per poter far valere le proprie proteste. La guarnigione egiziana a Massaua non tentò alcuna resistenza ed i militari egiziani vennero in seguito rimpatriati. I militari indigeni che rappresentavano la maggioranza della guarnigione egiziana vennero, invece, arruolati dagli italiani.
Al primo contingente italiano seguirono due ulteriori spedizioni, rispettivamente il 12 febbraio (42 ufficiali e 920 soldati) e il 24, comandate dal generale Gené. In tre anni, le truppe italiane presero il controllo di tutta la costa compresa fra Massaua e Assab.
Massaua divenne in seguito capitale della colonia Eritrea.

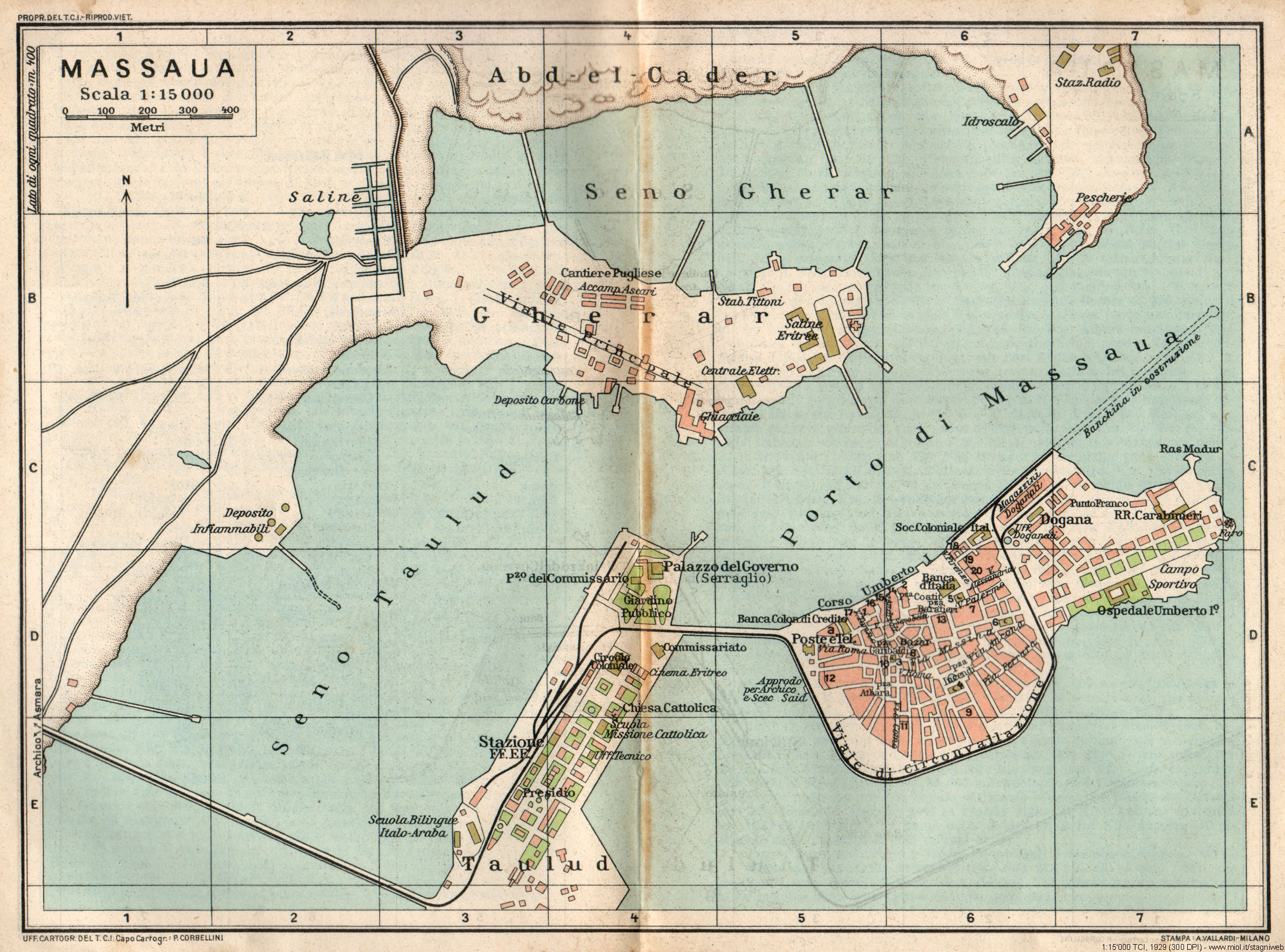
Mappa di Massaua nel 1929 (Touring Club Italiano)

Il 14 agosto 1921 si registrò un violento terremoto, che distrusse l'80% dei fabbricati. Durante il governo di Jacopo Gasparini, dal 1923 al 1928, fu ricostruita e divenne un importante centro per la commercializzazione dei prodotti e delle materie prime provenienti da tutta l'Etiopia, con l'istituzione (1925) del porto franco e con l'espansione dell'abitato all'isola di Taulud, dove vennero edificate anche la stazione ferroviaria e la chiesa con missione cattolica. Una più ampia espansione delle aree portuali sull'isola di Massaua venne interrotta dall'entrata in guerra dell'Italia nel 1940.
Il porto rappresentò la principale base delle operazioni navali in Africa Orientale Italiana, condotte con cacciatorpedinieri e sommergibili. La città fu conquistata dalle truppe della Francia Libera, appoggiate dalla fanteria indiana, l'8 aprile 1941, fase conclusiva della offensiva imperniata sulla battaglia di Cheren.
Durante la guerra di indipendenza eritrea la città fu teatro di pesanti scontri (con vittime e gravi danni)e venne liberata nel febbraio 1990 con l'operazione Fenkil.

### Storia postale
Già prima dell'occupazione, a Massaua era presente una agenzia consolare italiana a cui veniva recapitata la posta raccomandata proveniente da Assab (quest'ultima infatti era collettoria di seconda classe e quindi non abilitata al recapito di raccomandate). Questo sistema rimase in vigore fino al giugno del 1884.
Sempre a Massaua si trovava dal 1867 un ufficio postale egiziano, che rimase attivo almeno fino alla fine di giugno del 1885, come attestano prove documentarie (sono state ritrovate lettere per Parigi inviate in data 29 giugno).
Il 22 febbraio 1885, un decreto ministeriale autorizzò la creazione di un ufficio di prima classe a Massaua. Il documento prevedeva l'apertura il 1º marzo, ma si ritiene che l'ufficio sia divenuto attivo solo alla fine del mese (la prima data visibile in un bollo dell'epoca indica il 6 aprile).
Quando venne formalizzata l'istituzione della colonia dell'Eritrea italiana (1º gennaio 1890), Massaua divenne capitale e il suo ufficio postale divenne l'ufficio postale principale della colonia.

## Clima
| Massaua             | Mesi | Mesi | Mesi | Mesi | Mesi | Mesi | Mesi | Mesi | Mesi | Mesi | Mesi | Mesi | Stagioni | Stagioni | Stagioni | Stagioni | Anno |
| Massaua             | Gen  | Feb  | Mar  | Apr  | Mag  | Giu  | Lug  | Ago  | Set  | Ott  | Nov  | Dic  | Inv      | Pri      | Est      | Aut      | Anno |
| ------------------- | ---- | ---- | ---- | ---- | ---- | ---- | ---- | ---- | ---- | ---- | ---- | ---- | -------- | -------- | -------- | -------- | ---- |
| T. max. media (°C)  | 29,3 | 29,0 | 31,1 | 33,4 | 36,0 | 39,4 | 40,3 | 40,0 | 38,0 | 35,0 | 32,8 | 30,4 | 29,6     | 33,5     | 39,9     | 35,3     | 34,6 |
| T. min. media (°C)  | 19,6 | 19,6 | 20,5 | 22,6 | 24,3 | 24,8 | 26,5 | 29,0 | 25,1 | 23,5 | 21,5 | 20,9 | 20,0     | 22,5     | 26,8     | 23,4     | 23,2 |
| Precipitazioni (mm) | 29   | 27   | 10   | 7    | 7    | 1    | 5    | 10   | 4    | 22   | 25   | 39   | 95       | 24       | 16       | 51       | 186  |

## Infrastrutture e trasporti

### Strade
Massaua è servita dalla strada statale P1 che unisce la città alla capitale Asmara e dalla strada statale P6 che correndo verso sud lungo la costa collega Massaua alla cittadinia portuale di Assab. Entrambe le statali sono a carreggiata unica a doppio senso di marcia. Dalla nuova stazione degli autobus di Massaua, costruita nel 2000, vengono effettuate corse regolari verso Asmara ed Assab.

### Ferrovie
La città è capolinea della ferrovia Massaua-Asmara costruita nel periodo del colonialismo italiano,  tra il 1887 e il 1932. Le due stazioni principali sono la stazione di Massaua (sull'isola di Taulud) e la stazione di Massaua Porto (sull'isola di Massaua). I nuovi quartieri di espansione che si sono sviluppati sulla terra ferma hanno inglobato nel tessuto urbano anche la fermata chiamata Campo di Marte e la stazione di Otumlo.

### Porto
Il porto di Massaua è il principale porto della nazione. È un porto naturale delimitato a nord dalla penisola di Gherar ed a sud alle isole di Taulud e Massaua. È interessato da traffico con navi portacontainer e pescherecci.

### Aeroporto
L'aeroporto Internazionale di Massaua è situato circa 15 km a nord-ovest dal centro della città. Non sono presenti voli commerciali di linea ma solo voli charter.